# Вишеструки предудар
Вишеструки предудар (енгл. slide) је врста музичког украса који се састоји од најмање три или више нота које претходе главној ноти. Пише се ситнијим нотама, најчешће са два ребра, које одузимају од вредности главне ноте.
| Пише се: |  | Изводи се: |  | Playⓘ |